# 維也納鎮區 (密歇根州蒙莫朗西縣)
維也納鎮區（英語：Vienna Township）是位於美國密歇根州蒙莫朗西縣的一個行政鎮區。

## 地方資料
維也納鎮區的面積為179.80平方千米，當中陸地面積為179.00平方千米，而水域面積為0.80平方千米。根據2020年美國人口普查的數據，當地共有人口535人，而人口密度為每平方千米2.98人。